# Marina Kondratieva

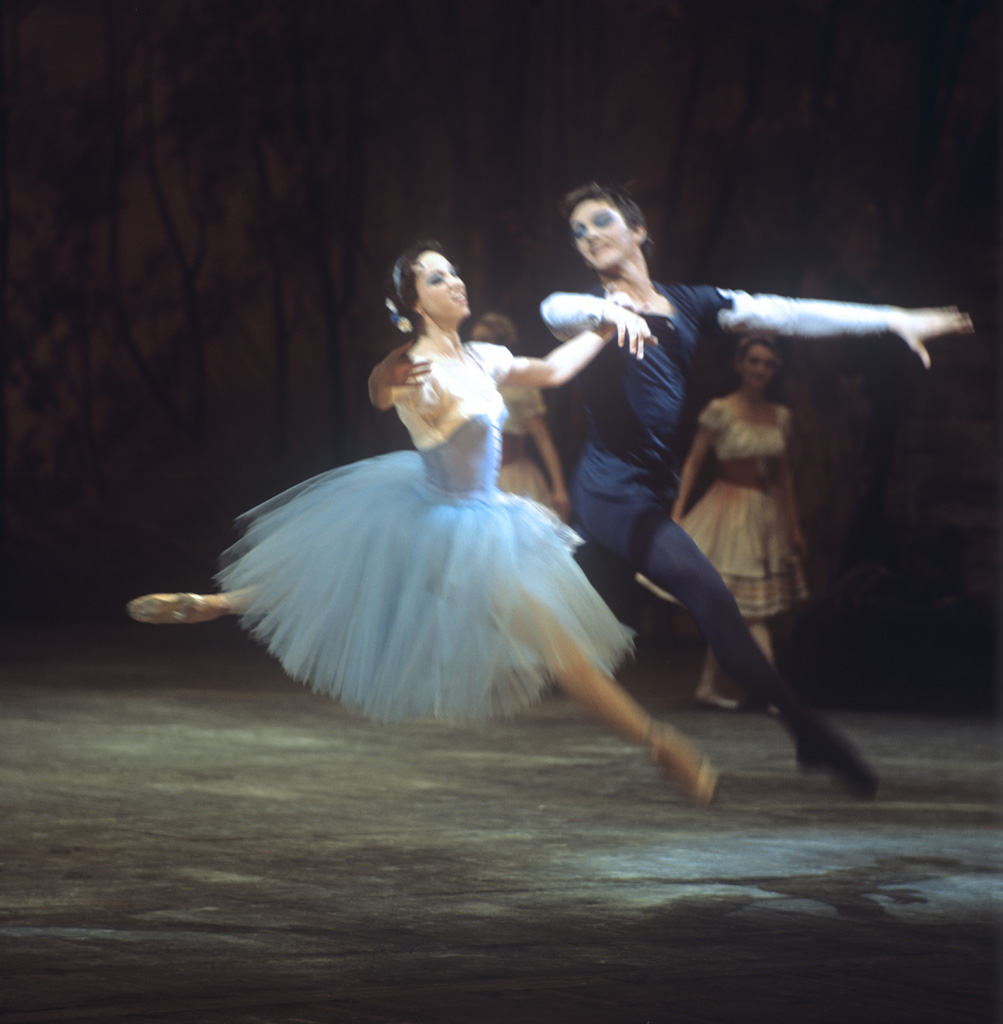
Marina Kondratyeva and Maris Liepa

Marina Kondratieva, född 1 februari 1934 i Leningrad (nuvarande Sankt Petersburg), död 8 juli 2024 i Moskva, var en rysk ballerina.
Kondratieva avlade examen 1952 och anställdes omgående vid Bolsjojbaletten. Hon hade Marina Semjonova som mentor. Kondratievas första större framgång kom 1959 då hon dansade rollen som Katerina i Stenblomman.